# Александар Варакин
Александар Варакин (рус. Александр Варакин, каз. Александр Варакин, Aleksandr Varakïn; Уст Каменогорск, 17. фебруар 1996) казахстански је пливач чија ужа специјалност су спринтерске трке слободним стилом. Вишеструки је национални првак и рекордер.

## Спортска каријера
Успешан деби за репрезентацију Казахстана је имао на Азијским играма 2018. у Џакарти где је освојио бронзану медаљу у трци штафета на 4×100 мешовито (заједно са Каскабајем, Баландином и Мусином). У децембру исте године наступио је и на Светском првенству у малим базенима које је одржано у Хангџоуу (43. место на 50 слободно). 
Такмичио се и на светском првенству у великим базенима у корејском Квангџуу 2019. где је заузео 43. место у квалификацијама трке на 50 слободно, док је штафета на 4×100 мешовито за коју је пливао последњу измену заузела 22. место у конкуренцији 27 тимова. 